# Ведмідь із Бріґсбі
«Ведмідь Бріґсбі» (англ. Brigsby Bear) — американська комедія-драма 2017 року, повнометражний режисерський дебют Дейва Маккері. Світова прем'єра фільму відбулася 23 січня 2017 року на кінофестивалі «Санденс». Стрічку було обрано фільмом закриття Спеціальних показів у секції Міжнародного тижня критиків на 70-му Каннському міжнародному кінофестивалі (2017) .

## Сюжет
Джеймс Поуп (Кайл Муні) 25 років  живе разом зі своїми батьками в ізоляції від усього світу. Щодня він дивиться свою улюблену телепередачу про ведмедя Бріґсбі, його кімната заповнена касетами із записами шоу та всілякими фігурками, так або інакше пов'язаними з його улюбленим героєм. Але раптом вночі він опиняється в абсолютно незнайомому місці в оточенні чужих людей. Разом з телепередачею закінчується і його звичне життя — адже його будинок виявляється підробкою. Насправді його оточує несправжній пейзаж, у штучному лісу живуть заводні лисиці, навіть ніч створюється виключенням електрогенератора. Тепер Джеймсу залишається тільки одне: розібратися у своєму власному минулому і, заразом, завершити історію улюбленого героя. Навіть якщо для цього йому доведеться зняти власний фільм.

## У ролях
| • Марк Гемілл                 | … | Тед Гоуп    |
| • Клер Дейнс                  | … | Клер        |
| • Кайл Муні                   | … | Джеймс Поуп |
| • Енді Семберг                | … | Ерік        |
| • Мікаела Воткінс             | … |             |
| • Крістофер Салліван          | … | агент ФБР   |
| • Джордж Лендеборг (молодший) | … | Спенсер     |
| • Кріс Провост                | … | тюремник    |
| • Раян Сімпкінс               | … | Обрі Поуп   |
| • Джейн Адамс                 | … | Епріл       |

## Знімальна група
- Автор сценарію — Кевін Костелло, Кайл Муні
- Режисер-постановник — Дейв Маккері
- Продюсери — Вілл Аллегра, Ел Ді, Філ Лорд, Крістофер Міллер, Марк Робертс, Біллі Розенберг, Енді Семберг, Йорма Такконе, П. Дженіфер Дена
- Виконавчі продюсери — П. Дженіфер Дена, Філ Готлінг, Ліан Гуа, Росс Джейкобсон
- Співпродюсер — Джейсон Саро
- Оператор — Крістіан Спренджер
- Композитор — Девід Вінго
- Монтаж — Джейкоб Крейкрофт
- Художник-постановник — Брендон Тоннер-Конноллі
- Художник по костюмах — Сара Мей Бертон
- Артдиректор — Енді Еклунд
- Художник-декоратор — Сінтія А. Нейбар

## Нагороди та номінації
| Список нагород та номінацій         | Список нагород та номінацій | Список нагород та номінацій | Список нагород та номінацій | Список нагород та номінацій | Список нагород та номінацій |
| Кінопремія                          | Дата церемонії              | Категорія                   | Номінант(и)                 | Результат                   | Дж                          |
| ----------------------------------- | --------------------------- | --------------------------- | --------------------------- | --------------------------- | --------------------------- |
| Кінофестиваль «Санденс»             | 2017                        | Гран-прі журі               | Ведмідь із Бріґсбі          | Номінація                   |                             |
| Каннський міжнародний кінофестиваль | 17-28.05.2017               | Золота камера               | Ведмідь із Бріґсбі          | В очікуванні                |                             |